# Giga coaster
Giga coaster – bardzo wysoka kolejka górska, której wysokość konstrukcji i/lub pierwszego spadku zawiera się w przedziale od 300 do 400 stóp, tj. od 91,4 do 121,9 m.
Pierwszą kolejką górską na świecie, która przekroczyła wysokość 300 stóp, był roller coaster Millennium Force o wysokości 94,5 m wybudowany w 2000 roku w parku Cedar Point przez firmę Intamin.
Inne wysokie kolejki górskie grupuje się w kategorie: hyper coaster (200–300 stóp), strata coaster (400–600 stóp) oraz exa coaster (powyżej 600 stóp).

## Producenci
W roku 2025 kolejki zdolne przekroczyć wysokość 300 stóp posiadały w swojej ofercie firmy Intamin (modele Mega Coaster i Reverse Freefall Coaster) oraz Bolliger & Mabillard (model Hyper Coaster).
Pojedynczą kolejkę typu giga coaster – Steel Dragon 2000 – zbudowało także przedsiębiorstwo Morgan.

## Kolejki górskie typugiga coaster

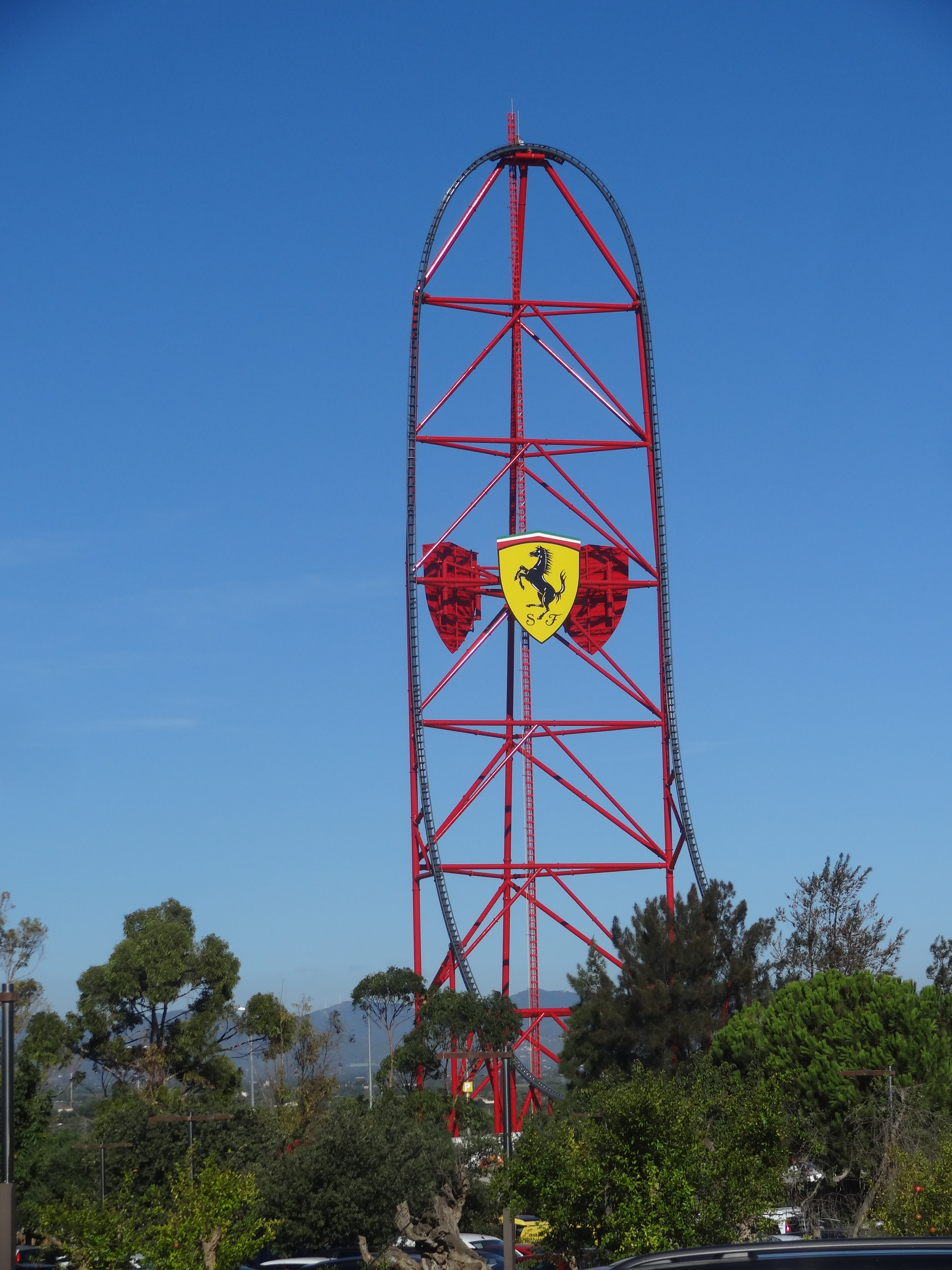
Red Force w parku Ferrari Land (Hiszpania).

Poniższa lista prezentuje wybudowane i planowane kolejki górskie typu giga coaster o obiegu zamkniętym uszeregowane według wysokości pierwszego spadku.
| # | Nazwa             | Park              | Park                | Data otwarcia   | Producent | Model               | Wysokość 1. spadku | Wysokość konstrukcji | Status | Źródło |
| - | ----------------- | ----------------- | ------------------- | --------------- | --------- | ------------------- | ------------------ | -------------------- | ------ | ------ |
| 1 | Red Force         | Hiszpania         | Ferrari Land        | 7 kwietnia 2017 | Intamin   | Accelerator Coaster | 105,2 m            | 112 m                | działa | [ 9 ]  |
| 2 | Fury 325          | Stany Zjednoczone | Carowinds           | 28 marca 2015   | B&M       | Hyper Coaster       | 97,5 m             | 99,1 m               | działa | [ 10 ] |
| 3 | Steel Dragon 2000 | Japonia           | Nagashima Spa Land  | 1 sierpnia 2000 | Morgan    | –                   | 93,5 m             | 97,0 m               | działa | [ 7 ]  |
| 4 | Leviathan         | Kanada            | Canada’s Wonderland | 6 maja 2012     | B&M       | Hyper Coaster       | 93,3 m             | 93,3 m               | działa | [ 11 ] |
| 5 | Millennium Force  | Stany Zjednoczone | Cedar Point         | 13 maja 2000    | Intamin   | Giga Coaster        | 91,4 m             | 94,5 m               | działa | [ 3 ]  |
| 6 | Pantherian        | Stany Zjednoczone | Kings Dominion      | 2 kwietnia 2010 | Intamin   | Giga Coaster        | 91,4 m             | 93 m                 | działa | [ 12 ] |
| 7 | Orion             | Stany Zjednoczone | Kings Island        | 2 lipca 2020    | B&M       | Hyper Coaster       | 91,4 m             | 87,5 m               | działa | [ 13 ] |

### Kolejki o obiegu otwartym
Kolejki górskie spełniające warunek wysokości, lecz nie spełniające warunku toru o obiegu zamkniętym (tzw. shuttle coaster), tradycyjnie nie są zaliczane do typu giga coaster:
| # | Nazwa                         | Park              | Park                     | Data otwarcia | Data zamknięcia  | Producent | Model                    | Wysokość 1. spadku | Wysokość konstrukcji | Status   | Źródło |
| - | ----------------------------- | ----------------- | ------------------------ | ------------- | ---------------- | --------- | ------------------------ | ------------------ | -------------------- | -------- | ------ |
| – | Tower of Terror II            | Australia         | Dreamworld               | 1997          | 3 listopada 2019 | Intamin   | Reverse Freefall Coaster | 100 m              | 115 m                | usunięta | [ 14 ] |
| – | Superman: Escape from Krypton | Stany Zjednoczone | Six Flags Magic Mountain | 15 marca 1997 | 2 września 2024  | Intamin   | Reverse Freefall Coaster | 100 m              | 126,5 m              | usunięta | [ 15 ] |